# Disney's LuminAria
Disney's LuminAria était un spectacle de feux d'artifice donné dans le parc Disney's California Adventure au-dessus du lagon artificiel de Paradise Pier.

## Disney's California Adventure
Le spectacle a été conçu de façon similaire à IllumiNations: Reflections of Earth d'Epcot, mais avec un budget moindre. Le public entoure le lagon au milieu duquel une plateforme servait à lancer les feux d'artifice.
Le final comprenait des projections d'images différentes en fonctions des saisons ainsi qu'un arbre de Noël en fibre optique émergeant au centre du lagon et des boules lumineuses blanches disposées sur California Screamin' et sur la Sun Wheel.
Il ne dura qu'une seule saison, l'hiver, peu propice à ce type de spectacle.
Un système électronique permettait à certains enfants de dessiner leurs propres images diffusées le soir même sur les écrans.
- Première représentation : 9 novembre 2001
- Dernière représentation : 6 janvier 2002
- Conception : Walt Disney Creative Entertainment
- Durée : 20 min

## Les séquences
- Ouverture
- Shine
- Sleigh Ride
- White Christmas
- Dance of the Sugar Plum Fairies
- My Favorite Things
- Wish You A Merry Christmas
- LuminAria
- Shine (Reprise)
- The Tree Arrives
- Final